# Dīlmā Deh
Dīlmā Deh (persiska: دیلما ده) är en ort i Iran.   Den ligger i provinsen Gilan, i den nordvästra delen av landet, 210 km nordväst om huvudstaden Teheran. Dīlmā Deh ligger 181 meter över havet och antalet invånare är 102.
Terrängen runt Dīlmā Deh är huvudsakligen kuperad, men söderut är den bergig.Runt Dīlmā Deh är det ganska tätbefolkat, med 111 invånare per kvadratkilometer. Närmaste större samhälle är Sangar, 19,5 km norr om Dīlmā Deh. I omgivningarna runt Dīlmā Deh växer i huvudsak blandskog.